# راجندرا براساد
راجندرا براساد (1884 - 1963 م) هو سياسي هندي، وأول رئيس لجمهورية الهند.
انتخب ثلاث مرات رئيسا لحزب المؤتمر الهندي.

## روابط خارجية
- راجندرا براساد على موقع IMDb (الإنجليزية)
- راجندرا براساد على موقع الموسوعة البريطانية (الإنجليزية)
- راجندرا براساد على موقع مونزينجر (الألمانية)